# Tachychlora phaeozona
Tachychlora phaeozona är en fjärilsart som beskrevs av Louis Beethoven Prout 1932. Tachychlora phaeozona ingår i släktet Tachychlora och familjen mätare. Inga underarter finns listade i Catalogue of Life.